# Daphnis et Chloé

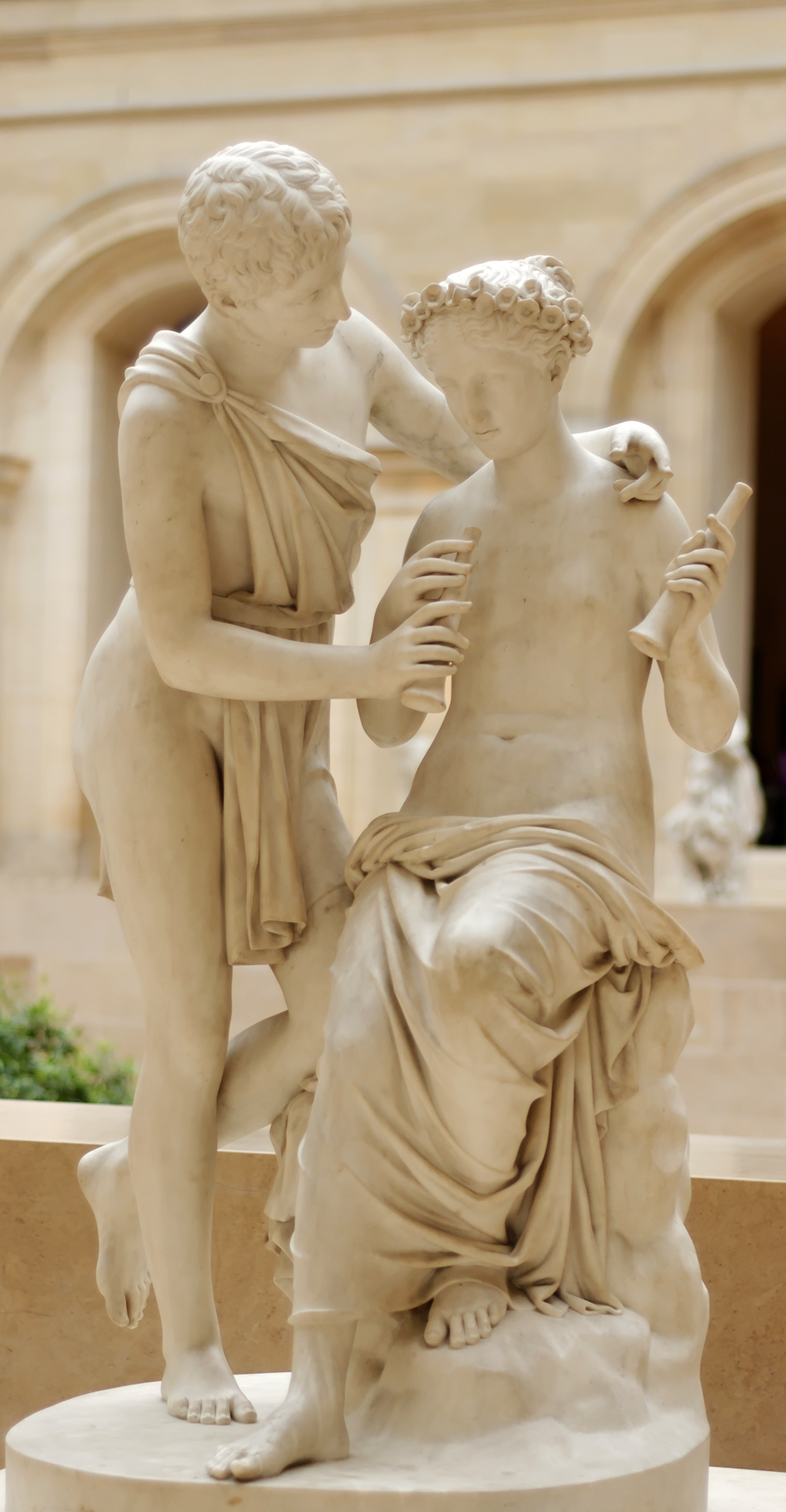
Daphnis et Chloé (Museu do Louvre)

Daphnis et Chloé é um balé, em um ato, com música de Maurice Ravel e baseado em um romance pastoral do século II. Em 1909 foi encomendado a Ravel por Sergei Diaguilev para os seus Ballets Russes. Com coreografia de Michel Fokine, levou três anos para ser criado. É definida por Ravel como uma "sinfonia coreográfica". É uma obra da corrente musical impressionista.

## A criação

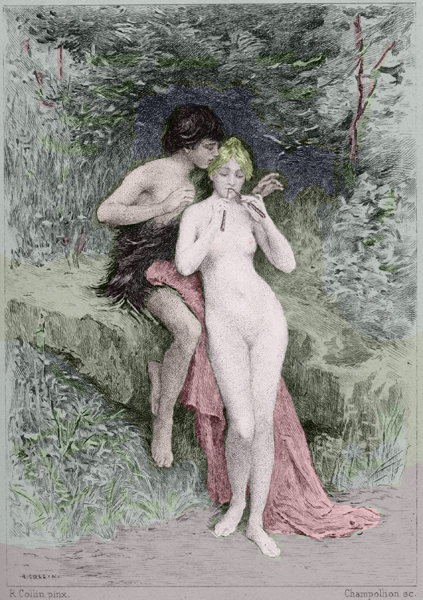
Daphnis et Chloé representados em pintura, de 1890, de Louis-Joseph- Raphaël Collin

Durante a primeira temporada dos Ballets Russes em Paris, no ano de 1909, o seu diretor, Sergei Diaguilev, tomou conhecimento de algumas músicas de Maurice Ravel. Impressionado com o seu talento, encomendou a partitura de um balé, Daphnis et Chloé, baseado em um romance pastoral do poeta grego Longo, que viveu no século II. Recomendou a Ravel que trabalhasse junto a Michel Fokine que seria o responsável pela coreografia do bailado. Ravel com seu estilo de trabalho meticuloso e bem cuidado, levou três anos para concluir a obra. Durante este tempo, algumas desavenças entre ele e Fokine aconteceram, principalmente no que dizia respeito ao cenário. Porém, conseguiram entrar em um acordo e os ensaios iniciaram. Nos ensaios também aconteceram alguns problemas, já que a partitura foi considerada difícil de ser dançada pelo corpo de baile.

## A estréia
A estréia se deu em Paris, no Théâtre du Châtelet, no dia 8 de junho de 1912, com Nijinsky e Karsavina nos papéis principais (Daphnis e Chloé, respectivamente). O Regente foi Pierre Monteux. O cenografia e os costumes ficaram a cargo de Leon Bakst. 

## A sinopse do balé
A primeira cena é passada em um bosque sagrado, dedicado ao deus Pan. Vê-se a figura de Pan e as suas ninfas alojadas em suas cavernas. Daphnis e Chloé, juntos com donzelas e pastores, entram em cena para fazer a oferta das oferendas às ninfas. Uma dança geral é iniciada e os rapazes e as moças ficam separados. Daphnis é cercado pelas moças, enquanto Chloé é cercada pelos rapazes. Um deles, o jovem Dorcon, tenta beijar Chloé. Irado, Daphnis tenta expulsá-lo, mas é contido. Uma disputa então é proposta: quem  dentre os dois  melhor dançar fará jus a um beijo de Chloé. O primeiro a dançar é Dorcon. Sua  dança é grotesca e primitiva. Em seguida, é a vez de Daphnis. Com movimentos e gestos graciosos, ele é o preferido da multidão. Ele é declarado vencedor e recebe o seu prêmio: um beijo da sua amada. Chloé sai de cena, deixando Daphnis em êxtase. Uma jovem de nome Lyceion então se aproveita para atrair Daphnis com sua dança. De repente, sons de combate são ouvidos. Um bando de piratas entra em cena, perseguindo as donzelas. Chloé  é raptada e Daphnis sem poder fazer alguma coisa cai, sem sentidos. As ninfas de Pan surgem e tentam reanimá-lo, sem sucesso. Então, recorrem ao deus Pan.
Surge outro cenário, retratando o esconderijo dos piratas.
Chloé é levada a presença do chefe dos piratas, Bryaxis. Ela é forçada a dançar para ele. Sem ter como fugir, ela se prepara para iniciar a dança, quando o cenário se enche de luzes misteriosas. Sátiros surgem de todas as partes e cercam os piratas. Surge, então, a figura assustadora do deus Pan, fazendo com que os piratas fujam de pavor. Retorna-se ao primeiro cenário. Daphnis e Chloé estão juntos novamente. Em comemoração ao momento vivido, eles encenam uma mímica em que são evocados Pan e Syrinx. Em seguida, todos juntos executam uma grande dança em comemoração às núpcias, encerrando a peça.

## A obra
A peça possui um só ato, dividido em três partes. Cada parte é relativa a um cenário. O tempo de duração da encenação é de uma hora. Uma grande orquestra é requerida, com um coro, que canta sem texto.
Para a execução sem bailado,  Ravel criou uma suíte orquestral dividida em duas partes, sendo a segunda a mais popular e sempre executada nas salas de concertos ao redor do mundo.

## A orquestra
A orquestra para a execução da obra compõe-se dos seguintes instrumentos: flautim, 2 flautas, flauta alto, 2 oboés, corne inglês, clarinete em Mi bemol, 2 clarinetes, clarinete baixo, 3 fagotes, contrafagote, 4 trompas, 4 trompetes, 3 trombones, tuba, tímpano, 2 harpas, instrumentos de cordas, tam-tam, máquina de vento, triângulo, metalofone e outros  instrumentos de percussão,